# Llista de l'art públic de Girona
Llista de l'art públic de Girona inclòs en l'inventari Art al carrer editat per l'Ajuntament de Girona.
| Títol                                                       | Descripció | Autor/Data | Material                                                  | Localització | Codi      | Imatge |
| ----------------------------------------------------------- | --- | --- | --------------------------------------------------------- | --- | --------- | --- |
| La lleona                                                   | Còpia del 1995, que en substitueix una altra del 1985. L'original, del segle xii, es troba al Museu d'Art de Girona                                                                                                  | Autoria desconeguda 1986 | Pedra calcària                                            | Plaça de Sant Feliu 41° 59′ 17″ N, 2° 49′ 28″ E / 41.987950°N,2.824306°E                                                                    | 17079/1   | La lleona (anònim) · Vegeu més fotos d'aquesta obra · Carregueu una nova foto d'aquesta obra                                              |
| La majordoma de sant Narcís                                 | Promoguda per: Amics de la Girona Antiga i Arqueològica de Girona | Piculives (Bosch Puy) 1973 |                                                           | Carrer de Ferran el Catòlic 41° 59′ 17″ N, 2° 49′ 34″ E / 41.988013°N,2.826166°E                                                            | 17079/2   | La majordoma de sant Narcís (Piculives) · Carregueu una nova foto d'aquesta obra                                                          |
| La bruixa de la Catedral                                    | Promoguda per: Capítol catedralici | Autoria desconeguda 1301 - 1350 |                                                           | Plaça de la Catedral 41° 59′ 15″ N, 2° 49′ 36″ E / 41.987474°N,2.826730°E                                                                   | 17079/3   | La bruixa de la Catedral (anònim) · Vegeu més fotos d'aquesta obra · Carregueu una nova foto d'aquesta obra                               |
| Mossegar-se la llengua                                      | Promoguda per: Ajuntament de Girona | Autoria desconeguda 1605 |                                                           | Plaça del Vi, 1, entrada d'accés al Saló de Plens de l'Ajuntament 41° 58′ 59″ N, 2° 49′ 30″ E / 41.983107°N,2.824865°E                      | 17079/4   | Mossegar-se la llengua (anònim) · Carregueu una nova foto d'aquesta obra                                                                  |
| En Banyeta                                                  | | Autoria desconeguda 1601 - 1700 |                                                           | Plaça del Vi, 12 41° 59′ 00″ N, 2° 49′ 29″ E / 41.983297°N,2.824774°E                                                                       | 17079/5   | En Banyeta (anònim) · Carregueu una nova foto d'aquesta obra                                                                              |
| Tres ajusticiats                                            | Tres mènsules sota les voltes | Autoria desconeguda 1601 - 1700 |                                                           | Rambla de la Llibertat, 32 41° 59′ 02″ N, 2° 49′ 27″ E / 41.983908°N,2.824217°E                                                             | 17079/6   | Tres ajusticiats (anònim) · Carregueu una nova foto d'aquesta obra                                                                        |
| L'Àngel                                                     | Penell dalt del campanar. Promoguda per: Francesc Xavier Alberch i el Capítol catedralici | Ramon Maria Carrera Savall 1968 |                                                           | Plaça de la Catedral 41° 59′ 14″ N, 2° 49′ 34″ E / 41.987151°N,2.825983°E                                                                   | 17079/7   | L'Àngel (Ramon Maria Carrera Savall) · Vegeu més fotos d'aquesta obra · Carregueu una nova foto d'aquesta obra                            |
| Sant Narcís                                                 | Promoguda per: Ignasi Bosch i Reitg | Ceràmiques Marcó 1951 |                                                           | Plaça de l'Assumpció 41° 58′ 31″ N, 2° 48′ 39″ E / 41.975141°N,2.810717°E                                                                   | 17079/8   | Sant Narcís (Ceràmiques Marcó) · Carregueu una nova foto d'aquesta obra                                                                   |
| Sagrada Família                                             | Promoguda per: Religioses Filles de Sant Josep. Dedicada a la Sagrada Família. | El Arte Cristiano (taller d'imatgeria) 1940 |                                                           | Plaça dels Lledoners, 6, sobre la porta d'entrada del convent de les monges butinyanes 41° 59′ 12″ N, 2° 49′ 36″ E / 41.986701°N,2.826730°E | 17079/9   | Sagrada Família (El Arte Cristiano) · Carregueu una nova foto d'aquesta obra                                                              |
| Els quatre sants màrtirs de Girona                          | Relleu dedicat a sant Germà, sant Just, sant Paulí i sant Scici | Autoria desconeguda 1450 - 1500 |                                                           | Plaça del Vi, 9, Casa Barceló 41° 58′ 59″ N, 2° 49′ 28″ E / 41.983120°N,2.824531°E                                                          | 17079/10  | Els quatre sants màrtirs de Girona (anònim) · Carregueu una nova foto d'aquesta obra                                                      |
| Imago clipeata                                              | Promoguda per: Ajuntament de Girona | Onofre Enric 1570 |                                                           | Plaça de Sant Domènec, sobre la portalada de l'edifici de les Àligues 41° 59′ 09″ N, 2° 49′ 38″ E / 41.985968°N,2.827271°E                  | 17079/11  | Imago clipeata (Onofre Enric) · Carregueu una nova foto d'aquesta obra                                                                    |
| Imago clipeata                                              | Promoguda per: Ajuntament de Girona | Autoria desconeguda 1501 - 1600 |                                                           | Carrer dels Ciutadans, 19, porxos de la Fontana d'Or 41° 59′ 04″ N, 2° 49′ 32″ E / 41.984401°N,2.825522°E                                   | 17079/12  | Imago clipeata (anònim) · Carregueu una nova foto d'aquesta obra                                                                          |
| Columna dedicada a la Constitució de 1869                   | Promoguda per: Ajuntament de Girona | Autoria desconeguda 1869 |                                                           | Plaça de l'Hospital 41° 58′ 53″ N, 2° 49′ 16″ E / 41.981440°N,2.821062°E                                                                    | 17079/13  | Columna dedicada a la Constitució de 1869 (anònim) · Vegeu més fotos d'aquesta obra · Carregueu una nova foto d'aquesta obra              |
| L'Exèrcit als herois de 1808 i 1809 - El lleó               | Commemoració del centenari dels setges de Girona. Promoguda per: Comissió Organitzadora del Centenari dels Setges | Joan Oliver de Bezzi 1909 |                                                           | Plaça de Francesc Calvet i Rubalcaba 41° 58′ 44″ N, 2° 49′ 23″ E / 41.978968°N,2.822992°E                                                   | 17079/14  | L'Exèrcit als herois de 1808 i 1809 (Joan Oliver de Bezzi) · Vegeu més fotos d'aquesta obra · Carregueu una nova foto d'aquesta obra      |
| Als defensors de Girona el 1808 i 1809                      | Promoguda per: Ferran Puig Gibert | Antoni Parera i Saurina 1894 |                                                           | Plaça de la Independència 41° 59′ 09″ N, 2° 49′ 25″ E / 41.985742°N,2.823585°E                                                              | 17079/15  | Als defensors de Girona el 1808 i 1809 (Antoni Parera Saurina) · Vegeu més fotos d'aquesta obra · Carregueu una nova foto d'aquesta obra  |
| Font dels Lledoners                                         | Promoguda per: Capítol catedralici, Ajuntament de Girona | Joan Oliver de Bezzi; Joan Carrera Dellunder 1953 |                                                           | Plaça dels Lledoners 41° 59′ 12″ N, 2° 49′ 35″ E / 41.986632°N,2.826522°E                                                                   | 17079/16  | Font dels Lledoners · Vegeu més fotos d'aquesta obra · Carregueu una nova foto d'aquesta obra                                             |
| Medalló de la Mare de Déu                                   | Promoguda per: Capítol catedralici, Ajuntament de Girona | Joan Carrera Dellunder 1953 |                                                           | Plaça dels Lledoners, mur de la font dels Lledoners 41° 59′ 12″ N, 2° 49′ 36″ E / 41.986630°N,2.826537°E                                    | 17079/17  | Medalló de la Mare de Déu (Joan Carrera Dellunder) · Vegeu més fotos d'aquesta obra · Carregueu una nova foto d'aquesta obra              |
| Font del carrer de les Ballesteries                         | Promoguda per: Família Burgués | Autoria desconeguda 1888 |                                                           | Carrer de les Ballesteries, 22 41° 59′ 09″ N, 2° 49′ 30″ E / 41.985902°N,2.824922°E                                                         | 17079/18  | Font del carrer de les Ballesteries · Carregueu una nova foto d'aquesta obra                                                              |
| Font de la porta falsa del Museu d'Història de la Ciutat    | | Martí Sureda i Deulovol 1894 |                                                           | Pujada de Sant Feliu 41° 59′ 13″ N, 2° 49′ 28″ E / 41.987061°N,2.824569°E                                                                   | 17079/19  | Font de la porta falsa del Museu d'Història de la Ciutat (Martí Sureda Deulovol) · Carregueu una nova foto d'aquesta obra                 |
| Font de Sant Feliu                                          | Promoguda per: Ajuntament de Girona | Joan Oliver de Bezzi; Ricard Giralt i Casadesús 1929 |                                                           | Pujada de Sant Feliu 41° 59′ 14″ N, 2° 49′ 28″ E / 41.987292°N,2.824318°E                                                                   | 17079/20  | Font de Sant Feliu · Vegeu més fotos d'aquesta obra · Carregueu una nova foto d'aquesta obra                                              |
| Font del pou de la Cadena                                   | Promoguda per: Ajuntament de Girona | Martí Sureda i Deulovol 1858 |                                                           | Carrer de l'Argenteria, 20 41° 59′ 06″ N, 2° 49′ 29″ E / 41.985039°N,2.824670°E                                                             | 17079/21  | Font del pou de la Cadena (Martí Sureda Deulovol) · Vegeu més fotos d'aquesta obra · Carregueu una nova foto d'aquesta obra               |
| Brollador dels vuit caps                                    | Promoguda per: Ajuntament de Girona | Joan Oliver de Bezzi; Ricard Giralt i Casadesús 1927 |                                                           | Plaça del Marquès de Camps 41° 58′ 56″ N, 2° 49′ 09″ E / 41.982189°N,2.819139°E                                                             | 17079/22  | Brollador dels vuit caps · Vegeu més fotos d'aquesta obra · Carregueu una nova foto d'aquesta obra                                        |
| El nen de la tortuga                                        | Promoguda per: Ajuntament de Girona | Josep Oliver Viver, Jordi Oliver Viver 1945 |                                                           | Plaça de la Independència 41° 59′ 10″ N, 2° 49′ 25″ E / 41.986082°N,2.823493°E                                                              | 17079/23  | El nen de la tortuga (Josep i Jordi Oliver Viver) · Vegeu més fotos d'aquesta obra · Carregueu una nova foto d'aquesta obra               |
| Brollador de la Devesa                                      | Promoguda per: Ajuntament de Girona | Martí Sureda i Deulovol 1865 |                                                           | La Devesa 41° 59′ 13″ N, 2° 49′ 09″ E / 41.986916°N,2.819106°E                                                                              | 17079/24  | Brollador de la Devesa (Martí Sureda Deulovol) · Vegeu més fotos d'aquesta obra · Carregueu una nova foto d'aquesta obra                  |
| Brollador de Montjuïc                                       | Promoguda per: URVISA | Domènec Fita Molat 1978 |                                                           | Ronda del Fort Roig 41° 59′ 43″ N, 2° 50′ 00″ E / 41.995408°N,2.833195°E                                                                    | 17079/25  | Brollador de Montjuïc (Domènec Fita Molat) · Carregueu una nova foto d'aquesta obra                                                       |
| Sant Joan i sant Narcís                                     | Promoguda per: Capítol catedralici | Domènec Fita Molat 1960 |                                                           | Plaça de la Catedral, fornícules del tercer nivell de la façana de la catedral 41° 59′ 14″ N, 2° 49′ 33″ E / 41.987325°N,2.825810°E         | 17079/26  | Sant Joan i sant Narcís (Domènec Fita Molat) · Carregueu una nova foto d'aquesta obra                                                     |
| A sant Antoni Maria Claret                                  | Promoguda per: Pares missioners de Cor de Maria. Dedicada a sant Antoni Maria Claret | Domènec Fita Molat 1982 |                                                           | Carrer de Sant Antoni Maria Claret, 37, plafons en el mur de l'església del Sagrat Cor 41° 58′ 46″ N, 2° 49′ 17″ E / 41.979426°N,2.821331°E | 17079/27  | A sant Antoni Maria Claret (Domènec Fita Molat) · Carregueu una nova foto d'aquesta obra                                                  |
| Columna de la Història de Girona                            | Promoguda per: Ajuntament de Girona | Domènec Fita Molat 1985 |                                                           | Carrer de Palafrugell, davant el pont de Pedret 41° 59′ 23″ N, 2° 49′ 26″ E / 41.989743°N,2.823996°E                                        | 17079/28  | Columna de la Història de Girona (Domènec Fita Molat) · Vegeu més fotos d'aquesta obra · Carregueu una nova foto d'aquesta obra           |
| Monòlit i mural                                             | Promoguda per: Ajuntament de Girona | Domènec Fita Molat 1984 |                                                           | Campdorà 42° 01′ 34″ N, 2° 50′ 11″ E / 42.026071°N,2.836380°E                                                                               | 17079/29  | Carregueu una nova foto d'aquesta obra |
| Mare de Déu de la Misericòrdia                              | Promoguda per: Diputació de Girona | Domènec Fita Molat 1962 |                                                           | Carrer Antoni Varés, façana de la Llar Infantil 41° 59′ 47″ N, 2° 48′ 48″ E / 41.996483°N,2.813367°E                                        | 17079/30  | Carregueu una nova foto d'aquesta obra |
| Creu missional                                              | Promoguda per: Ajuntament de Palau-sacosta | Domènec Fita Molat 1963 |                                                           | Pujada de la Creu de Palau 41° 57′ 25″ N, 2° 49′ 12″ E / 41.956815°N,2.820112°E                                                             | 17079/31  | Creu missional (Domènec Fita Molat) · Carregueu una nova foto d'aquesta obra                                                              |
| Tennis                                                      | Promoguda per: Club de Tennis Girona | Domènec Fita Molat 1967 |                                                           | Carrer Aragó, mural en l'entrada al Club de Tennis 41° 57′ 04″ N, 2° 48′ 59″ E / 41.951204°N,2.816324°E                                     | 17079/32  | Tennis (Domènec Fita Molat) · Carregueu una nova foto d'aquesta obra                                                                      |
| Els escolars                                                | | Domènec Fita Molat 1979 | tija de ferro                                             | Carrer d'Orient, paret del col·legi Dalmau Carles Pla 41° 58′ 17″ N, 2° 48′ 23″ E / 41.971404°N,2.806444°E                                  | 17079/33  | Carregueu una nova foto d'aquesta obra |
| Tres putti                                                  | Promoguda per: Rafael Masó | Jaume Busquets 1928 | terra cuita amb tècnica del negre                         | Carretera de Barcelona, 7, façana de Can Colomer 41° 58′ 52″ N, 2° 49′ 08″ E / 41.981106°N,2.818964°E                                       | 17079/34  | Tres putti (Jaume Busquets) · Carregueu una nova foto d'aquesta obra                                                                      |
| Imploració                                                  | Còpia feta amb motiu del centenari de Fidel Aguilar. Promoguda per: Ajuntament de Girona | Fidel Aguilar i Marcó 1994 | bronze                                                    | Carrer de la Cort Reial, actualment retirada 41° 59′ 05″ N, 2° 49′ 30″ E / 41.984736°N,2.825016°E                                           | 17079/35  | Imploració (segons Fidel Aguilar Marcó) · Carregueu una nova foto d'aquesta obra                                                          |
| A Fidel Aguilar                                             | Còpia de La noia de la trena de Fidel Aguilar. Promoguda per: Amics de les Arts | Florenci Comas 1930 | bronze                                                    | La Devesa 41° 59′ 14″ N, 2° 49′ 13″ E / 41.987175°N,2.820397°E                                                                              | 17079/36  | A Fidel Aguilar (Florenci Comas) · Vegeu més fotos d'aquesta obra · Carregueu una nova foto d'aquesta obra                                |
| Dos amfibis                                                 | Promoguda per: Ajuntament de Girona | Ramon Maria Carrera Savall 1990 | ferro                                                     | Parc Central 41° 58′ 40″ N, 2° 48′ 55″ E / 41.977777°N,2.815165°E                                                                           | 17079/37  | Dos amfibis (Ramon Maria Carrera Savall) · Carregueu una nova foto d'aquesta obra                                                         |
| Minerva                                                     | Promoguda per: Banc Hispano-Americà | Joan Carrera Dellunder 1947 |                                                           | Plaça del Marquès de Camps, 4 41° 58′ 57″ N, 2° 49′ 09″ E / 41.982512°N,2.819228°E                                                          | 17079/38  | Minerva (Joan Carrera Dellunder) · Carregueu una nova foto d'aquesta obra                                                                 |
| Dos caps femenins i dos dracs                               | | Joan Oliver de Bezzi 1913 | relleus escultòrics                                       | Rambla de la Llibertat, 25, Can Norat 41° 59′ 03″ N, 2° 49′ 27″ E / 41.984165°N,2.824129°E                                                  | 17079/39  | Dos caps femenins i dos dracs (Joan Oliver de Bezzi) · Carregueu una nova foto d'aquesta obra                                             |
| Serps i llop                                                | Promoguda per: Ajuntament de Girona | Rafael Masó i Valentí 1919 |                                                           | Carretera de Sant Feliu de Guíxols, mur exterior del cementiri 41° 58′ 20″ N, 2° 50′ 10″ E / 41.972238°N,2.836211°E                         | 17079/40  | Serps i llop (Rafael Masó Valentí) · Carregueu una nova foto d'aquesta obra                                                               |
| A tots els gironins morts a conseqüència de la Guerra Civil | Originalment dedicada als morts del bàndol franquista, dedicatòria canviada el 1980. Promoguda per: Ajuntament de Girona                                                                                             | Juan Gordillo 1964 |                                                           | Plaça de la Diputació 41° 58′ 56″ N, 2° 49′ 15″ E / 41.982190°N,2.820833°E                                                                  | 17079/41  | Carregueu una nova foto d'aquesta obra |
| Perns                                                       | Promoguda per: Associació d'Enginyers Industrials de Girona amb motiu del 125 aniversari | Narcís Costa i Bofill 1988 | bronze                                                    | Plaça de Ferran el Catòlic 41° 58′ 39″ N, 2° 49′ 11″ E / 41.977588°N,2.819702°E                                                             | 17079/42  | Perns (Narcís Costa Bofill) · Carregueu una nova foto d'aquesta obra                                                                      |
| Trenta-un relleus de ceràmica                               | Promoguda per: Caixa de Pensions per a la Vellesa i d'Estalvis | Josep Martí Sabé 1959 | panells de ceràmica                                       | Carretera de Barcelona, 20-22 41° 58′ 50″ N, 2° 49′ 06″ E / 41.980419°N,2.818458°E                                                          | 17079/43  | Trenta-un relleus de ceràmica (Josep Martí Sabé) · Vegeu més fotos d'aquesta obra · Carregueu una nova foto d'aquesta obra                |
| Escultura per a Europa                                      | Promoguda per: Ajuntament de Girona | Andreu Alfaro i Hernández 1983 | acer inoxidable                                           | Rotonda de la Devesa 41° 59′ 06″ N, 2° 49′ 02″ E / 41.984923°N,2.817178°E                                                                   | 17079/45  | Escultura per a Europa (Andreu Alfaro Hernández) · Carregueu una nova foto d'aquesta obra                                                 |
| Naixement de la vida-arbre                                  | Còpia d'un original del 1980 situat a Sant Miquel de Campmajor. Promoguda per: Ajuntament de Girona | Francesc Cabanyes Collell 1984 | formigó emmotllat                                         | Jardins de Pedret 41° 59′ 22″ N, 2° 49′ 26″ E / 41.989323°N,2.823752°E                                                                      | 17079/46  | Naixement de la vida-arbre (Francesc Cabanyes Collell) · Carregueu una nova foto d'aquesta obra                                           |
| Noia                                                        | Còpia d'un original del 1959. Promoguda per: Ajuntament de Girona | Jordi Dalmau Casanovas 1978 | terracota sobre un pilar                                  | La Devesa 41° 59′ 13″ N, 2° 49′ 14″ E / 41.986887°N,2.820476°E                                                                              | 17079/47  | Noia (segons Jordi Dalmau Casanovas) · Vegeu més fotos d'aquesta obra · Carregueu una nova foto d'aquesta obra                            |
| Abraçada                                                    | Promoguda per: Ajuntament de Girona | José Noja 1988 |                                                           | Passeig de Sant Joan Bosco 42° 00′ 15″ N, 2° 49′ 28″ E / 42.004112°N,2.824419°E                                                             | 17079/48  | Abraçada (José Noja) · Carregueu una nova foto d'aquesta obra                                                                             |
| Nefer Mediterrània                                          | Promoguda per: Ajuntament de Girona | Marcel Martí Badenas 1988 | poliester i fibra de vidre sobre base de granit           | Rambla de Xavier Cugat 41° 59′ 32″ N, 2° 48′ 47″ E / 41.992308°N,2.813148°E                                                                 | 17079/49  | Nefer Mediterrània (Marcel Martí Badenas) · Carregueu una nova foto d'aquesta obra                                                        |
| Atnel Girona                                                | Promoguda per: Ajuntament de Girona | Marcel Martí Badenas 1989 | acer inoxidable recobert d'òxid                           | Avinguda de França 41° 59′ 48″ N, 2° 48′ 59″ E / 41.996583°N,2.816252°E                                                                     | 17079/50  | Atnel Girona (Marcel Martí Badenas) · Carregueu una nova foto d'aquesta obra                                                              |
| Tors de dona                                                | | Rosa Serra i Puigvert 1982 | poliester i fibra de vidre                                | Carrer de Bonastruc de Porta 41° 59′ 08″ N, 2° 49′ 14″ E / 41.985602°N,2.820543°E                                                           | 17079/51  | Tors de dona (Rosa Serra Puigvert) · Carregueu una nova foto d'aquesta obra                                                               |
| Cossos i formes                                             | Promoguda per: Ajuntament de Girona | Rosa Serra i Puigvert 1990 | ciment pòrtland i poliester                               | Carrer del Turó 41° 58′ 33″ N, 2° 48′ 05″ E / 41.975842°N,2.801446°E                                                                        | 17079/52  | Carregueu una nova foto d'aquesta obra |
| A de Cinema                                                 | Una A damunt la teulada del Museu del Cinema, i una A sobre una columna de la plaça | Joan Brossa 1998 | metall sobre columna de formigó                           | Plaça de Santa Susanna 41° 59′ 02″ N, 2° 49′ 20″ E / 41.983816°N,2.822118°E                                                                 | 17079/53  | A de Cinema (Joan Brossa) · Vegeu més fotos d'aquesta obra · Carregueu una nova foto d'aquesta obra                                       |
| Els quatre rius                                             | Referència als quatre rius gironins (Güell, Onyar, Galligants i Ter). Promoguda per: Ajuntament de Girona | Montse Nogués, Manel Bosch, Fernando Domínguez 1992 | mosaic de pedra de Girona, ferro i coure                  | Quatre Cantons: c. Cort Reial, c. Ballesteries, pl. Correu Vell i c. Argenteria 41° 59′ 07″ N, 2° 49′ 30″ E / 41.985323°N,2.824977°E        | 17079/54  | Els quatre rius (Nogués, Bosch i Domínguez) · Carregueu una nova foto d'aquesta obra                                                      |
| Homenatge al president Josep Irla                           | Inscripció: A tots els catalans que, dins i fora de la terra nadiua, mantenen la dignitat d'homes i de patriotes, els demano que, avui més que mai, tinguin fe en l'esdevenidor. Promoguda per: Ajuntament de Girona | Mercè Riba Romeva 2006 | bronze                                                    | Plaça de Josep Irla i Bosch 41° 58′ 10″ N, 2° 49′ 10″ E / 41.969399°N,2.819575°E                                                            | 17079/55  | Homenatge al president Josep Irla (Mercè Riba Romeva) · Carregueu una nova foto d'aquesta obra                                            |
| Girona, llindar d'Europa                                    | Promoguda per: Ministeri d'Obres Públiques | Bonaventura Ansón 1993 | marbre de Carrara                                         | Variant de Sant Daniel - Nacional II 41° 59′ 47″ N, 2° 51′ 00″ E / 41.996338°N,2.850072°E                                                   | 17079/56  | Girona, llindar d'Europa (Bonaventura Ansón) · Carregueu una nova foto d'aquesta obra                                                     |
| A la Constitució de 1978                                    | Reproducció de l'única nena nascuda a Girona el 6 de desembre de 1978. Promoguda per: Ajuntament de Girona | Francisco López Hernández 1991 | bronze                                                    | Plaça de la Constitució 41° 59′ 02″ N, 2° 49′ 15″ E / 41.983897°N,2.820904°E                                                                | 17079/57  | A la Constitució de 1978 (Francisco López Hernández) · Vegeu més fotos d'aquesta obra · Carregueu una nova foto d'aquesta obra            |
| Plaça de la Constitució                                     | Promoguda per: Ajuntament de Girona | Elies Torres Tur, José Antonio Martínez Lapeña 1991 |                                                           | Plaça de la Constitució 41° 59′ 02″ N, 2° 49′ 14″ E / 41.98393°N,2.820543°E                                                                 | 17079/58  | Plaça de la Constitució · Carregueu una nova foto d'aquesta obra                                                                          |
| Família                                                     | Promoguda per: Ajuntament de Girona | Emília Xargay i Pagès 1981 | bronze                                                    | Carrer de la Creu 41° 58′ 29″ N, 2° 49′ 28″ E / 41.974761°N,2.824438°E                                                                      | 17079/59  | Família (Emília Xargay Pagès) · Carregueu una nova foto d'aquesta obra                                                                    |
| Els ulls miren el seu entorn                                | | Emília Xargay i Pagès 1999 |                                                           | Carretera de Santa Coloma 41° 57′ 28″ N, 2° 48′ 04″ E / 41.95765°N,2.801137°E                                                               | 17079/60  | Els ulls miren el seu entorn (Emília Xargay Pagès) · Carregueu una nova foto d'aquesta obra                                               |
| Temple enigmàtic/Piràmide troncal                           | Promoguda per: Ajuntament de Girona i Interior Promotors d'Art | Joan Oliver Tarrades 1996 |                                                           | Jardins de les Pedreres 41° 58′ 53″ N, 2° 49′ 31″ E / 41.981367°N,2.825409°E                                                                | 17079/61  | Temple enigmàtic/Piràmide troncal (Joan Oliver Tarrades) · Carregueu una nova foto d'aquesta obra                                         |
| Làpida dedicada al pare Butinyà                             | Dedicada a Francesc Butinyà, davant del convent de les Butinyanes. Promoguda per: Bisbe Josep Cartañà | Francesc Bacquelaine Carreras 1957 |                                                           | Plaça dels Lledoners 41° 59′ 12″ N, 2° 49′ 36″ E / 41.986699°N,2.826534°E                                                                   | 17079/62  | Làpida dedicada al pare Butinyà (Francesc Bacquelaine Carreras) · Vegeu més fotos d'aquesta obra · Carregueu una nova foto d'aquesta obra |
| Nen amb garlanda                                            | | Jaume Busquets 1920, actualment retirada | terra cuita amb tècnica del negre                         | Carrer de Santa Eugènia, 3 41° 58′ 55″ N, 2° 49′ 06″ E / 41.982053°N,2.818464°E                                                             | 17079/64  | Nen amb garlanda (Jaume Busquets) · Carregueu una nova foto d'aquesta obra                                                                |
| El crit de la bruixa                                        | | Pia Crozet 2005 |                                                           | Jardins de la Francesa 41° 59′ 16″ N, 2° 49′ 35″ E / 41.987879°N,2.826488°E                                                                 | 17079/65  | Carregueu una nova foto d'aquesta obra |
| Escultura viva                                              | Promoguda per: F. Cortada | Lluís Güell 1971 | fris                                                      | Carrer de la Cort Reial, 3 41° 59′ 05″ N, 2° 49′ 30″ E / 41.984779°N,2.825049°E                                                             | 17079/66  | Escultura viva (Lluís Güell) · Carregueu una nova foto d'aquesta obra                                                                     |
| El mar                                                      | | Rosa Serra i Puigvert 1995 |                                                           | Avinguda de França, Hospital Josep Trueta 41° 59′ 51″ N, 2° 49′ 12″ E / 41.997408°N,2.819983°E                                              | 17079/67  | El mar (Rosa Serra Puigvert) · Carregueu una nova foto d'aquesta obra                                                                     |
| Homenatge als donants de sang de les comarques gironines    | Promoguda per: Germandat de Donadors de Sang i Hospital Universitari de Girona Dr. Trueta | Rosa Serra i Puigvert 2003 |                                                           | Avinguda de França, Hospital Josep Trueta 41° 59′ 51″ N, 2° 49′ 10″ E / 41.997376°N,2.819576°E                                              | 17079/68  | Homenatge als donants de sang de les comarques gironines (Rosa Serra Puigvert) · Carregueu una nova foto d'aquesta obra                   |
| Cementiri municipal de Vila-roja                            | Promoguda per: Ajuntament de Girona i particulars | Autoria desconeguda 1829 |                                                           | Carretera de Sant Feliu de Guíxols 41° 58′ 22″ N, 2° 50′ 14″ E / 41.972746°N,2.837203°E                                                     | 17079/69  | Cementiri municipal de Vila-roja · Carregueu una nova foto d'aquesta obra                                                                 |
| Panteó dels Bosch-Barrau-Figuerola, o de Bosch i Moré       | Hi ha enterrat el ministre Laureà Figuerola i Ballester. Promoguda per: Família Bosch-Barrau-Figuerola | Josep Oriol Mestres, Vicenç Estrada 1883 |                                                           | Carretera de Sant Feliu de Guíxols 41° 58′ 21″ N, 2° 50′ 12″ E / 41.972493°N,2.836607°E                                                     | 17079/70  | Panteó dels Bosch-Barrau-Figuerola · Carregueu una nova foto d'aquesta obra                                                               |
| Creu en record de tots els morts de Girona                  | Antiga creu de terme del carrer de la Rutlla dedicada a la commemoració del primer centenari dels Setges | Agustí Sala 1753 |                                                           | Carretera de Sant Feliu de Guíxols 41° 58′ 21″ N, 2° 50′ 12″ E / 41.97253°N,2.83673°E                                                       | 17079/71  | Creu en record de tots els morts de Girona (Agustí Sala) · Carregueu una nova foto d'aquesta obra                                         |
| Monument a Ferrández Bellés                                 | Dedicat als dos oficials afusellats a Girona el 28 de juny de 1884 perquè s'havien revoltat a favor de la República                                                                                                  | F. Planas 1889 |                                                           | Carretera de Sant Feliu de Guíxols 41° 58′ 22″ N, 2° 50′ 10″ E / 41.97282°N,2.835994°E                                                      | 17079/72  | Carregueu una nova foto d'aquesta obra |
| Als morts en defensa de la República                        | Dedicat als afusellats durant la potguerra. Promoguda per: Ajuntament de Girona | Josep Duixans 1981 |                                                           | Carretera de Sant Feliu de Guíxols | 17079/73  | Carregueu una nova foto d'aquesta obra |
| Monòlit als caiguts de la Primera Divisió de Navarra        | Traslladat de la plaça del Poeta Marquina sense la dedicatòria. Promoguda per: Excombatents de la Primera Divisió de Navarra                                                                                         | Autoria desconeguda 1945 |                                                           | Carretera de Sant Feliu de Guíxols | 17079/74  | Monòlit als caiguts de la Primera Divisió de Navarra (anònim) · Carregueu una nova foto d'aquesta obra                                    |
| Creu de Sant Pere de Galligants                             | Promoguda per: Ajuntament de Girona | Joan Oliver de Bezzi 1960 |                                                           | Plaça de Santa Llúcia 41° 59′ 20″ N, 2° 49′ 36″ E / 41.988917°N,2.826560°E                                                                  | 17079/100 | Creu de Sant Pere de Galligants (Joan Oliver de Bezzi) · Carregueu una nova foto d'aquesta obra                                           |
| Creu                                                        | Reconstrucció de l'antiga creu de terme de Can Canet. Promoguda per: Ajuntament de Girona per suggeriment de Jaume Pumarola                                                                                          | Ramon Dalmau 1970 |                                                           | Carrer de la Creu - carrer Migdia 41° 58′ 33″ N, 2° 49′ 13″ E / 41.975908°N,2.820278°E                                                      | 17079/101 | Creu (Ramon Dalmau) · Carregueu una nova foto d'aquesta obra                                                                              |
| Façana de la catedral                                       | Escultures: La fe, L'esperança i La caritat; Sant Joan i Sant Narcís; Sant Jaume, Mare de Déu i Sant Josep; Sant Pere i Sant Pau                                                                                     | Pere Costa i Cases (La fe, L'esperança i La caritat); Josep Maria Bohigas i Masoliver (Sant Pere i Sant Pau); Antoni Casamor d'Espona (Sant Jaume i Sant Josep); Domènec Fita Molat (Sant Joan i Sant Narcís); Jaume Busquets (Mare de Déu) 1730; 1960-1962 |                                                           | Plaça de la Catedral 41° 59′ 14″ N, 2° 49′ 33″ E / 41.987329°N,2.825847°E                                                                   | 17079/102 | Façana de la catedral · Vegeu més fotos d'aquesta obra · Carregueu una nova foto d'aquesta obra                                           |
| Mare de Déu de la Pia Almoina                               | Promoguda per: Pia Almoina del Pa de la Seu | Autoria desconeguda 1401 - 1450 | pedra                                                     | Pujada de la Catedral, 8 41° 59′ 14″ N, 2° 49′ 31″ E / 41.987175°N,2.825280°E                                                               | 17079/103 | Mare de Déu de la Pia Almoina (anònim) · Vegeu més fotos d'aquesta obra · Carregueu una nova foto d'aquesta obra                          |
| Mare de Déu de la Pera                                      | Promoguda per: Capítol catedralici | Joan Figarola 1785 |                                                           | Pujada de la Catedral 41° 59′ 13″ N, 2° 49′ 33″ E / 41.986865°N,2.825772°E                                                                  | 17079/104 | Mare de Déu de la Pera (Joan Figarola) · Carregueu una nova foto d'aquesta obra                                                           |
| Immaculada                                                  | Promoguda per: Maristes | Francesc Fajula 1975 |                                                           | Avinguda de Josep Tarradellas, 5-7 41° 58′ 50″ N, 2° 48′ 39″ E / 41.980657°N,2.810823°E                                                     | 17079/105 | Carregueu una nova foto d'aquesta obra |
| Dues figures i un escut                                     | Promoguda per: Cambra Oficial de Comerç i Indústria | Francesc Torres i Monsó 1966 |                                                           | Gran Via de Jaume I, 46 41° 59′ 00″ N, 2° 49′ 11″ E / 41.983253°N,2.819615°E                                                                | 17079/106 | Dues figures i un escut (Francesc Torres Monsó) · Carregueu una nova foto d'aquesta obra                                                  |
| Jaume I                                                     | Promoguda per: PROGEINSA | Francesc Torres i Monsó 1972 | relleu de bronze                                          | Gran Via de Jaume I, 31 41° 58′ 59″ N, 2° 49′ 12″ E / 41.983042°N,2.819920°E                                                                | 17079/107 | Jaume I (Francesc Torres Monsó) · Carregueu una nova foto d'aquesta obra                                                                  |
| Lleó                                                        | | Enric Monjo Garriga 1957 | relleu                                                    | Gran Via de Jaume I, 35 41° 58′ 58″ N, 2° 49′ 12″ E / 41.982797°N,2.819957°E                                                                | 17079/108 | Lleó (Enric Monjo Garriga) · Carregueu una nova foto d'aquesta obra                                                                       |
| El picapedrer                                               | Promoguda per: Col·legi Oficial d'Aparelladors i Arquitectes Tècnics | Francesc Torres i Monsó 1956 | bronze                                                    | Carrer de Santa Eugènia, 19 41° 58′ 50″ N, 2° 48′ 54″ E / 41.980652°N,2.815111°E                                                            | 17079/109 | El picapedrer (Francesc Torres Monsó) · Carregueu una nova foto d'aquesta obra                                                            |
| Materials de construcció                                    | | Francesc Torres i Monsó 1968 | relleu de formigó                                         | Carrer de la Creu, 42 41° 58′ 34″ N, 2° 49′ 12″ E / 41.976093°N,2.819869°E                                                                  | 17079/110 | Materials de construcció (Francesc Torres Monsó) · Carregueu una nova foto d'aquesta obra                                                 |
| Maternitat                                                  | Promoguda per: Ajuntament de Girona | Francesc Torres i Monsó 1963 | bloc de bronze i base de pedra                            | Plaça del Vi, 1, escales de l'Ajuntament 41° 58′ 59″ N, 2° 49′ 29″ E / 41.983072°N,2.824810°E                                               | 17079/111 | Carregueu una nova foto d'aquesta obra |
| A,B,C,Q                                                     | Lletres a, b, c, d però l'última va quedar girada. Promoguda per: Ajuntament de Girona amb la col·laboració de Banca Mas Sardà.                                                                                      | Francesc Torres i Monsó 1980 |                                                           | Plaça de l'Hospital 41° 58′ 52″ N, 2° 49′ 19″ E / 41.981194°N,2.821865°E                                                                    | 17079/112 | A,B,C,Q (Francesc Torres Monsó) · Carregueu una nova foto d'aquesta obra                                                                  |
| Indústria, Agricultura i Pesca                              | Promoguda per: Ministeri d'Hisenda | Francesc Torres i Monsó; Ramon Dalmau 1960 | fris                                                      | Gran Via de Jaume I, 47 41° 58′ 52″ N, 2° 49′ 14″ E / 41.981246°N,2.820445°E                                                                | 17079/113 | Indústria, Agricultura i Pesca (Francesc Torres Monsó i Ramon Dalmau) · Carregueu una nova foto d'aquesta obra                            |
| Dues falses columnes                                        | Revestiment dissimulant dos pilars de ferro. Promoguda per: Josep Maria Pla | Francesc Torres i Monsó 1968 | ciment armat                                              | Carrer Migdia, 25, pati interior 41° 58′ 34″ N, 2° 49′ 15″ E / 41.976081°N,2.820762°E                                                       | 17079/114 | Dues falses columnes (Francesc Torres Monsó) · Carregueu una nova foto d'aquesta obra                                                     |
| Foques                                                      | Promoguda per: Ajuntament de Girona | Francesc Torres i Monsó 1950 | pedra de Girona                                           | Plaça del Marquès de Camps 41° 58′ 56″ N, 2° 49′ 09″ E / 41.982250°N,2.819092°E                                                             | 17079/115 | Foques (Francesc Torres Monsó) · Carregueu una nova foto d'aquesta obra                                                                   |
| Sense títol                                                 | Representa una flor amb els pètals oberts | Francesc Torres i Monsó 1980 |                                                           | Gran Via de Jaume I, 9 41° 59′ 07″ N, 2° 49′ 18″ E / 41.985164°N,2.821628°E                                                                 | 17079/116 | Carregueu una nova foto d'aquesta obra |
| Llapis                                                      | Promoguda per: L. Gené Ramis | Francesc Torres i Monsó 1981 | original de fusta reconstruït de ciment                   | Carrer de Joan Reglà, Institut Santiago Sobrequés 41° 58′ 18″ N, 2° 49′ 11″ E / 41.971593°N,2.819850°E                                      | 17079/117 | Llapis (Francesc Torres Monsó) · Carregueu una nova foto d'aquesta obra                                                                   |
| Parella                                                     | Promoguda per: Ministeri d'Educació | Francesc Torres i Monsó 1976 | relleu de ciment i filferro                               | Carrer del Taga, 1, col·legi Dalmau Carles Pla 41° 58′ 17″ N, 2° 48′ 23″ E / 41.971402°N,2.806436°E                                         | 17079/118 | Carregueu una nova foto d'aquesta obra |
| A la força de Girona                                        | Promoguda per: Comtal Gironesa | Ramon Cuello i Riera 1989 | ferro forjat, mosaic venecià i metall fos                 | Plaça de Josep Pla Casadevall, galeries 41° 58′ 59″ N, 2° 49′ 17″ E / 41.983175°N,2.821468°E                                                | 17079/119 | A la força de Girona (Ramon Cuello Riera) · Carregueu una nova foto d'aquesta obra                                                        |
| A Carles Rahola                                             | Inscripció: "A Carles Rahola. 1881-1939. Que no torni a aixecar-se el patíbul en el clos august de la noble i estimada Girona ni en qualsevol altre indret del món." Promoguda per: Assemblea Democràtica d'Artistes | Francesc Torres i Monsó 1959, dedicada 1978 | bronze                                                    | Rambla de la Llibertat 41° 58′ 59″ N, 2° 49′ 26″ E / 41.983058°N,2.823778°E                                                                 | 17079/120 | A Carles Rahola (Francesc Torres Monsó) · Vegeu més fotos d'aquesta obra · Carregueu una nova foto d'aquesta obra                         |
| A Lluís Companys                                            | Còpia del bust del Palau de la Generalitat. Promoguda per: Ajuntament de Girona | Josep Maria Subirachs 1990 |                                                           | Plaça de Lluís Companys 41° 58′ 17″ N, 2° 49′ 16″ E / 41.971282°N,2.821240°E                                                                | 17079/121 | Carregueu una nova foto d'aquesta obra |
| A Juli Garreta                                              | Promoguda per: Pau Casals i Francesc Cambó. Dedicada a Juli Garreta. | Joan Carrera Dellunder 1930 |                                                           | Jardins de la Devesa 41° 59′ 13″ N, 2° 49′ 13″ E / 41.986900°N,2.820277°E                                                                   | 17079/122 | A Juli Garreta (Joan Carrera Dellunder) · Vegeu més fotos d'aquesta obra · Carregueu una nova foto d'aquesta obra                         |
| A Josep Pla                                                 | Representa els 44 volums de les obres completes de Josep Pla. Promoguda per: Ajuntament de Girona i Associació Josep Pla                                                                                             | Pia Crozet 1991 |                                                           | Plaça de Josep Pla Casadevall 41° 59′ 00″ N, 2° 49′ 18″ E / 41.983333°N,2.821739°E                                                          | 17079/123 | A Josep Pla (Pia Crozet) · Vegeu més fotos d'aquesta obra · Carregueu una nova foto d'aquesta obra                                        |
| A Prudenci Bertrana                                         | Promoguda per: Comissió Organitzadora dels Premis Bertrana. Dedicada a Prudenci Bertrana. | Ricard Guinó 1975 | bronze                                                    | Plaça de Catalunya 41° 58′ 54″ N, 2° 49′ 24″ E / 41.981800°N,2.823284°E                                                                     | 17079/124 | A Prudenci Bertrana (Ricard Guinó) · Vegeu més fotos d'aquesta obra · Carregueu una nova foto d'aquesta obra                              |
| A mossèn Cinto Verdaguer                                    | Promoguda per: Ajuntament de Girona. Dedicada a Jacint Verdaguer. | Josep Oliver Viver, Jordi Oliver Viver 1953 |                                                           | Carrer Albereda 41° 58′ 54″ N, 2° 49′ 26″ E / 41.981652°N,2.823772°E                                                                        | 17079/125 | A mossèn Cinto Verdaguer (Josep i Jordi Oliver Viver) · Vegeu més fotos d'aquesta obra · Carregueu una nova foto d'aquesta obra           |
| Monòlit a Ignasi Bosch Reitg                                | Promoguda per: Associació de Veïns de Sant Narcís | Autoria desconeguda 1986 |                                                           | Jardins d'Ignasi Bosch Reitg 41° 58′ 28″ N, 2° 48′ 35″ E / 41.974325°N,2.809589°E                                                           | 17079/126 | Monòlit a Ignasi Bosch Reitg (anònim) · Carregueu una nova foto d'aquesta obra                                                            |
| A Just Manuel Casero                                        | Promoguda per: Ajuntament de Girona | Josep Duixans 1983 |                                                           | Carrer de l'Illa de Tenerife 42° 00′ 27″ N, 2° 49′ 19″ E / 42.007372°N,2.822075°E                                                           | 17079/127 | A Just Manuel Casero (Josep Duixans) · Carregueu una nova foto d'aquesta obra                                                             |
| Monòlit a Santiago Sobrequés                                | Promoguda per: Ajuntament de Girona | Josep Duixans 1973 |                                                           | Carrer de Santiago Sobrequés 41° 58′ 17″ N, 2° 48′ 33″ E / 41.971406°N,2.809098°E                                                           | 17079/128 | Monòlit a Santiago Sobrequés (Josep Duixans) · Carregueu una nova foto d'aquesta obra                                                     |
| Sant Martí                                                  | Relleu en la façana de l'església de Sant Martí Sacosta. Promoguda per: Jaume d'Agullana, mecenes dels Jesuïtes | Onofre Fuster 1616 |                                                           | Pujada de Sant Martí 41° 59′ 06″ N, 2° 49′ 36″ E / 41.985043°N,2.826560°E                                                                   | 17079/129 | Sant Martí (Onofre Fuster) · Carregueu una nova foto d'aquesta obra                                                                       |
| A Carles Fages de Climent                                   | Promoguda per: Ajuntament de Girona | Eusebi Díaz Costa 1978 | ceràmica                                                  | Pont de Pedret 41° 59′ 21″ N, 2° 49′ 26″ E / 41.989281°N,2.823784°E                                                                         | 17079/130 | A Carles Fages de Climent (Eusebi Díaz Costa) · Carregueu una nova foto d'aquesta obra                                                    |
| Punt de Trobada - Nummulit                                  | Promoguda per: Veïns de la Rambla | Clara Oliveras 1999 | bronze sobre el paviment                                  | Rambla de la Llibertat 41° 59′ 04″ N, 2° 49′ 28″ E / 41.984499°N,2.824429°E                                                                 | 17079/131 | Punt de Trobada (Clara Oliveras) · Carregueu una nova foto d'aquesta obra                                                                 |
| A la vellesa                                                | Promoguda per: ASVAT | Ramon Casellas Albert 1979 | pedra de Girona sobre base de granit                      | Plaça d'Espanya 41° 58′ 45″ N, 2° 49′ 04″ E / 41.979095°N,2.817826°E                                                                        | 17079/132 | A la vellesa (Ramon Casellas Albert) · Carregueu una nova foto d'aquesta obra                                                             |
| Planeta Fus                                                 | Promoguda per: RENFE | Enric Pladevall-Vila 1991 |                                                           | Plaça d'Espanya 41° 58′ 46″ N, 2° 49′ 01″ E / 41.979402°N,2.817058°E                                                                        | 17079/133 | Planeta Fus (Enric Pladevall) · Carregueu una nova foto d'aquesta obra                                                                    |
| Forjat                                                      | Promoguda per: Cessió de l'Ajuntament d'Olot a l'Ajuntament de Girona | Leonci Quera 1984 | planxa de ferro forjat                                    | Carrer del Bisbe Sivilla - pg. d'Olot 41° 58′ 36″ N, 2° 48′ 49″ E / 41.976722°N,2.813732°E                                                  | 17079/134 | Forjat (Leonci Quera) · Carregueu una nova foto d'aquesta obra                                                                            |
| La Copa                                                     | Còpia d'un dels vasos grecs dels Jardins de les Teuleries, a París. Promoguda per: Ajuntament de Girona | Ricard Giralt i Casadesús 1924 |                                                           | Carrer de Berenguer Carnicer 41° 59′ 16″ N, 2° 49′ 23″ E / 41.987833°N,2.822970°E                                                           | 17079/135 | La Copa (Ricard Giralt Casadesús) · Vegeu més fotos d'aquesta obra · Carregueu una nova foto d'aquesta obra                               |
| Missatgers                                                  | | Frederic Marès i Deulovol 1922 | relleus                                                   | Avinguda de Ramon Folch, edifici de Correus 41° 59′ 11″ N, 2° 49′ 22″ E / 41.986278°N,2.822797°E                                            | 17079/136 | Missatgers (Frederic Marès Deulovol) · Carregueu una nova foto d'aquesta obra                                                             |
| Quatre relleus sobre la Guerra Civil                        | Promoguda per: Dirección General de Regiones Devastadas | Joan Carrera Dellunder 1940 |                                                           | Pont de l'Aigua 42° 00′ 50″ N, 2° 49′ 33″ E / 42.013888°N,2.825905°E                                                                        | 17079/137 | Carregueu una nova foto d'aquesta obra |
| Atleta còsmic                                               | Promoguda per: GEiEG | Piculives (Josep Bosch Puy) 1977 |                                                           | Carrer de l'Esport, 16, jardins del GEiEG de Sant Ponç 41° 59′ 45″ N, 2° 49′ 18″ E / 41.995902°N,2.821654°E                                 | 17079/138 | Carregueu una nova foto d'aquesta obra |
| Santa Eugènia                                               | Promoguda per: Probablement Joan Ferrer | Autoria desconeguda 1550 - 1600 | relleu                                                    | Carrer de Santa Eugènia, 146, llinda de la porta de Can Ninetes 41° 58′ 39″ N, 2° 48′ 26″ E / 41.977626°N,2.807142°E                        | 17079/139 | Santa Eugènia (anònim) · Carregueu una nova foto d'aquesta obra                                                                           |
| Rellotge de sol                                             | Promoguda per: Ajuntament de Girona | Josep Duixans 1984 |                                                           | Passeig d'Olot 41° 58′ 29″ N, 2° 48′ 11″ E / 41.974713°N,2.803125°E                                                                         | 17079/140 | Rellotge de sol (Josep Duixans) · Carregueu una nova foto d'aquesta obra                                                                  |
| Sepulcre romànic                                            | | Autoria desconeguda 1200 - 1250 |                                                           | Pujada de Sant Feliu, exterior del temple de Sant Feliu 41° 59′ 16″ N, 2° 49′ 29″ E / 41.987717°N,2.824794°E                                | 17079/141 | Sepulcre romànic (anònim) · Vegeu més fotos d'aquesta obra · Carregueu una nova foto d'aquesta obra                                       |
| Als mestres d'obres de la catedral                          | Promoguda per: Ajuntament de Girona | Josep Maria Subirachs 1986 | bronze                                                    | Escales de la Pera 41° 59′ 11″ N, 2° 49′ 31″ E / 41.986450°N,2.825402°E                                                                     | 17079/142 | Als mestres d'obres de la catedral (Josep Maria Subirachs) · Vegeu més fotos d'aquesta obra · Carregueu una nova foto d'aquesta obra      |
| Capsa de llum                                               | Promoguda per: Ajuntament de Girona | Jaume Plensa 1998 | maons translúcids                                         | Avinguda de Ramon Folch 41° 59′ 10″ N, 2° 49′ 21″ E / 41.986068°N,2.822547°E                                                                | 17079/143 | Capsa de llum (Jaume Plensa) · Vegeu més fotos d'aquesta obra · Carregueu una nova foto d'aquesta obra                                    |
| Plaça Salvador Espriu                                       | Llibre amb un fragment d'un poema de Salvador Espriu. Promoguda per: Ajuntament de Girona | Josep Fuses; Joan M Viader 1994 | planxa d'acer                                             | Plaça de Salvador Espriu 41° 58′ 49″ N, 2° 49′ 24″ E / 41.980349°N,2.823319°E                                                               | 17079/144 | Plaça Salvador Espriu (Josep Fuses i Joan M Viader) · Carregueu una nova foto d'aquesta obra                                              |
| Composició                                                  | Promoguda per: Caixa de Girona | Antoni Tàpies 1996 | bronze i pintura                                          | Carrer de la Creu, 31 41° 58′ 32″ N, 2° 49′ 14″ E / 41.975660°N,2.820681°E                                                                  | 17079/145 | Composició (Antoni Tàpies) · Carregueu una nova foto d'aquesta obra                                                                       |
| AELON                                                       | | Gabriel (Sáenz Romero) 1992 | acer inoxidable, pedra gris, Macael i granit negre        | Plaça de Jaume Vicens Vives 41° 59′ 14″ N, 2° 49′ 21″ E / 41.987124°N,2.822520°E                                                            | 17079/146 | AELON (Gabriel) · Carregueu una nova foto d'aquesta obra                                                                                  |
| La família                                                  | | Xavier Corberó 1997 | metall                                                    | Parc de les Ribes del Ter 41° 59′ 22″ N, 2° 48′ 41″ E / 41.989574°N,2.81145°E                                                               | 17079/147 | La família (Xavier Corberó) · Carregueu una nova foto d'aquesta obra                                                                      |
| Infinit                                                     | Promoguda per: La Fundició | Mim Juncà 2003 | bronze                                                    | Carrer Bellaire, 1 41° 59′ 19″ N, 2° 49′ 33″ E / 41.988728°N,2.825759°E                                                                     | 17079/149 | Infinit (Mim Juncà) · Carregueu una nova foto d'aquesta obra                                                                              |
| Homenatge a Pau Casals                                      | | Piculives (Bosch Puy) 1992 |                                                           | Carrer de Pau Casals, 4 41° 59′ 02″ N, 2° 48′ 57″ E / 41.98392°N,2.815854°E                                                                 | 17079/150 | Homenatge a Pau Casals (Piculives) · Vegeu més fotos d'aquesta obra · Carregueu una nova foto d'aquesta obra                              |
| Sant Vicenç Ferrer                                          | Promoguda per: Comissió Provincial de Monuments | Francesc Bacquelaine Carreras 1956 |                                                           | Plaça de Ferrater Mora, 1, claustre de la Facultat de Lletres 41° 59′ 07″ N, 2° 49′ 41″ E / 41.985211°N,2.828012°E                          | 17079/151 | Sant Vicenç Ferrer (Francesc Bacquelaine Carreras) · Carregueu una nova foto d'aquesta obra                                               |
| Sant Narcís                                                 | Promoguda per: Narcís Figueras Reixach | Autoria desconeguda 1949 | fornícula                                                 | Carrer del Portal de la Barca 41° 59′ 18″ N, 2° 49′ 31″ E / 41.988270°N,2.825167°E                                                          | 17079/152 | Sant Narcís (anònim) · Carregueu una nova foto d'aquesta obra                                                                             |
| Mare de Déu de Montserrat                                   | | Autoria desconeguda 1901 - 2000 | relleu de ceràmica negra                                  | Carrer de les Ballesteries, 49 41° 59′ 12″ N, 2° 49′ 29″ E / 41.986559°N,2.824602°E                                                         | 17079/153 | Mare de Déu de Montserrat (anònim) · Carregueu una nova foto d'aquesta obra                                                               |
| Mare de Déu de Fàtima                                       | | Autoria desconeguda 1951 | fornícula                                                 | Carrer de les Ballesteries, 15 41° 59′ 09″ N, 2° 49′ 30″ E / 41.985736°N,2.824942°E                                                         | 17079/154 | Mare de Déu de Fàtima (anònim) · Carregueu una nova foto d'aquesta obra                                                                   |
| Santa Anna                                                  | | Autoria desconeguda 1940 | fornícula                                                 | Carrer de les Ballesteries, 2 41° 59′ 07″ N, 2° 49′ 30″ E / 41.985379°N,2.824992°E                                                          | 17079/155 | Santa Anna (anònim) · Carregueu una nova foto d'aquesta obra                                                                              |
| Sant Josep                                                  | | Autoria desconeguda 1940 - 1950 | fornícula                                                 | Carrer de Lluís Batlle, 3 41° 59′ 10″ N, 2° 49′ 33″ E / 41.986122°N,2.825802°E                                                              | 17079/156 | Sant Josep (anònim) · Vegeu més fotos d'aquesta obra · Carregueu una nova foto d'aquesta obra                                             |
| Mare de Déu                                                 | | Autoria desconeguda 1650 - 1700 | fornícula                                                 | Pujada de la Catedral 41° 59′ 13″ N, 2° 49′ 33″ E / 41.987021°N,2.825744°E                                                                  | 17079/157 | Mare de Déu (anònim) · Carregueu una nova foto d'aquesta obra                                                                             |
| Mare de Déu de la Bona Mort o de la Misericòrdia            | | Claudi Rius 1947 | fornícula                                                 | Portal de Sobreportes 41° 59′ 15″ N, 2° 49′ 31″ E / 41.987549°N,2.825196°E                                                                  | 17079/158 | Mare de Déu de la Bona Mort (Claudi Rius) · Carregueu una nova foto d'aquesta obra                                                        |
| Sant Antoni de Pàdua                                        | | Autoria desconeguda 1922 | fornícula                                                 | Carrer dels Ciutadans, 17 41° 59′ 04″ N, 2° 49′ 32″ E / 41.984345°N,2.825497°E                                                              | 17079/159 | Sant Antoni de Pàdua (anònim) · Vegeu més fotos d'aquesta obra · Carregueu una nova foto d'aquesta obra                                   |
| Sagrat Cor                                                  | | Autoria desconeguda 1914 | fornícula                                                 | Carrer de la Rutlla, 28 41° 58′ 40″ N, 2° 49′ 24″ E / 41.977889°N,2.823220°E                                                                | 17079/160 | Sagrat Cor (anònim) · Carregueu una nova foto d'aquesta obra                                                                              |
| Mare de Déu de la Mercè                                     | | Autoria desconeguda 1901 - 2000 | fornícula                                                 | Carrer Nou del Teatre 41° 58′ 57″ N, 2° 49′ 32″ E / 41.982537°N,2.825588°E                                                                  | 17079/161 | Mare de Déu de la Mercè (anònim) · Carregueu una nova foto d'aquesta obra                                                                 |
| Mare de Déu de la Mercè                                     | | Autoria desconeguda 1886 | fornícula                                                 | Carrer del Vern 41° 58′ 53″ N, 2° 49′ 28″ E / 41.981469°N,2.824578°E                                                                        | 17079/162 | Mare de Déu de la Mercè (anònim) · Carregueu una nova foto d'aquesta obra                                                                 |
| Sant Cosme i Damià, dos sants metges                        | Promoguda per: Família Batlle | Autoria desconeguda 1601 - 1801, retirada, actualment al Museu d'Art de Girona | relleu d'alabastre                                        | Carrer de Ramon Turró, 1 41° 58′ 58″ N, 2° 49′ 04″ E / 41.982870°N,2.817720°E                                                               | 17079/163 | Dos sants metges (anònim) · Vegeu més fotos d'aquesta obra · Carregueu una nova foto d'aquesta obra                                       |
| Sant Llorenç                                                | | Autoria desconeguda 1901 - 2000 | fornícula                                                 | Carrer de la Força, 12 41° 59′ 10″ N, 2° 49′ 31″ E / 41.986137°N,2.825202°E                                                                 | 17079/164 | Sant Llorenç (anònim) · Vegeu més fotos d'aquesta obra · Carregueu una nova foto d'aquesta obra                                           |
| Sant Agustí                                                 | | Autoria desconeguda 1888 | fornícula                                                 | Carrer de l'Argenteria, 21 41° 59′ 07″ N, 2° 49′ 29″ E / 41.985146°N,2.824666°E                                                             | 17079/165 | Sant Agustí (anònim) · Carregueu una nova foto d'aquesta obra                                                                             |
| Anunciació                                                  | | Autoria desconeguda 1618 - 1619 | relleu                                                    | Pujada del Rei Martí I l'Humà, 4, entrada del pati del convent 41° 59′ 18″ N, 2° 49′ 31″ E / 41.988305°N,2.825321°E                         | 17079/166 | Anunciació (anònim) · Carregueu una nova foto d'aquesta obra                                                                              |
| Sant Cristòfor                                              | Promoguda per: Família Burgués | Autoria desconeguda 1888 | fornícula                                                 | Carrer de les Ballesteries, 22 41° 59′ 09″ N, 2° 49′ 30″ E / 41.985894°N,2.824925°E                                                         | 17079/167 | Sant Cristòfor (anònim) · Carregueu una nova foto d'aquesta obra                                                                          |
| Die-Mundi                                                   | Suspesa per cables d'una estructura de columnes. Promoguda per: Ajuntament de Girona | Pep Admetlla 1995 | ferro, bronze i plom amb columnes de formigó              | Carretera de Sant Feliu, Cementiri Nou 41° 58′ 08″ N, 2° 51′ 05″ E / 41.968940°N,2.851475°E                                                 | 17079/168 | Carregueu una nova foto d'aquesta obra |
| Peatges                                                     | Senyals de trànsit indicant la distància als punts de pelegrinatge de sis religions. Promoguda per: Ajuntament de Girona                                                                                             | Quim Domene i Berga 2002 | ferro                                                     | Carrer del Portal Nou 41° 58′ 56″ N, 2° 49′ 34″ E / 41.982169°N,2.826021°E                                                                  | 17079/169 | Carregueu una nova foto d'aquesta obra |
| Josep Trueta                                                | Còpia d'un bust de l'hospital de Sant Pau de Barcelona | Walter Cots 1995 |                                                           | Avinguda de França, Hospital Josep Trueta 41° 59′ 51″ N, 2° 49′ 11″ E / 41.997412°N,2.819848°E                                              | 17079/170 | Josep Trueta (Walter Cots) · Carregueu una nova foto d'aquesta obra                                                                       |
| Mare de Déu                                                 | | Autoria desconeguda 1970. Amb la remodelació posterior de l'exterior del monestir, ha desaparegut la imatge. | fornícula                                                 | Carrer de les Monges, 2, monestir de Sant Daniel 41° 59′ 19″ N, 2° 50′ 00″ E / 41.98857°N,2.83333°E                                         | 17079/171 | Mare de Déu (anònim) · Carregueu una nova foto d'aquesta obra                                                                             |
| Santa Teresa                                                | | Josep Maria Camps i Arnau 1962 | pedra artificial                                          | Avinguda de Montilivi, 27 41° 58′ 11″ N, 2° 49′ 33″ E / 41.969767°N,2.8258°E                                                                | 17079/172 | Santa Teresa (Josep Maria Camps Arnau) · Carregueu una nova foto d'aquesta obra                                                           |
| Sant Eloi                                                   | Promoguda per: Pere Camós Collellmir | Lluís Pelegrí 1964, actualment retirada |                                                           | Carrer de Joan Bruguera, 10 41° 58′ 20″ N, 2° 49′ 15″ E / 41.972162°N,2.820712°E                                                            | 17079/173 | Sant Eloi (Lluís Pelegrí) · Carregueu una nova foto d'aquesta obra                                                                        |
| Monòlit d'Anna Frank                                        | 50è aniversari de la publicació del Diari d'Anna Frank. Promoguda per: Diputació de Girona | Xavier Roqueta Bona 1998 |                                                           | Jardins del Doctor Figueras 41° 59′ 12″ N, 2° 49′ 34″ E / 41.986607°N,2.826137°E                                                            | 17079/174 | Monòlit d'Anna Frank · Vegeu més fotos d'aquesta obra · Carregueu una nova foto d'aquesta obra                                            |
| Atleta de Palau                                             | Promoguda per: GEiEG | Ció Abellí 1994 | bronze i barra d'acer interna ancorada en base de formigó | Avinguda de Montilivi, 149 41° 57′ 21″ N, 2° 49′ 36″ E / 41.955967°N,2.826765°E                                                             | 17079/175 | Carregueu una nova foto d'aquesta obra |
| V-100                                                       | Promoguda per: GEiEG | Rafael Planella 1993 | acer inoxidable                                           | Avinguda de Montilivi, 149 41° 57′ 19″ N, 2° 49′ 36″ E / 41.955332°N,2.826755°E                                                             | 17079/176 | Carregueu una nova foto d'aquesta obra |
| De profundis                                                | Promoguda per: Universitat de Girona | Gabriel (Sáenz Romero) 1992 | acer inoxidable i ferro                                   | Carrer d'Emili Grahit, 77 41° 58′ 22″ N, 2° 49′ 21″ E / 41.972654°N,2.822506°E                                                              | 17079/177 | De profundis (Gabriel) · Carregueu una nova foto d'aquesta obra                                                                           |
| Terra de sardana                                            | Promoguda per: Ajuntament de Girona | Pau Baya; Ivet Bazaco; Marta Lluís Edo 2002 | ceràmica i ferro                                          | Ronda de Ferran Puig 41° 59′ 01″ N, 2° 48′ 58″ E / 41.983669°N,2.816004°E                                                                   | 17079/178 | Terra de sardana (Baya, Bazaco i Lluís) · Carregueu una nova foto d'aquesta obra                                                          |
| Àngel                                                       | Promoguda per: Josep Tarrés | Autoria desconeguda 1801 - 1900 |                                                           | Jardí de l'Àngel 41° 59′ 17″ N, 2° 49′ 31″ E / 41.988027°N,2.825247°E                                                                       | 17079/179 | Àngel (anònim) · Carregueu una nova foto d'aquesta obra                                                                                   |
| Déu del Llamp                                               | Promoguda per: Josep Tarrés | Luis Plou 1991 |                                                           | Torre del Telègraf o Torre del Llamp 41° 59′ 04″ N, 2° 49′ 41″ E / 41.984490°N,2.828176°E                                                   | 17079/180 | Carregueu una nova foto d'aquesta obra |
| Sense títol                                                 | Promoguda per: Col·legi d'Enginyers Tècnics Industrials de Girona | Joan Fluvià Mas 1992 | granit                                                    | Carrer de Llierca 41° 58′ 05″ N, 2° 48′ 58″ E / 41.968006°N,2.816141°E                                                                      | 17079/181 | Carregueu una nova foto d'aquesta obra |
| La Mamaroca o La ben plantada                               | Promoguda per: Ajuntament de Girona | Francesc Torres i Monsó 1960 - 1968 | bronze                                                    | Carrer Santa Eugènia, 146 41° 58′ 33″ N, 2° 48′ 21″ E / 41.975760°N,2.805862°E                                                              | 17079/185 | La Mamaroca (Francesc Torres Monsó) · Carregueu una nova foto d'aquesta obra                                                              |
| Nens                                                        | | Neus Cutrinas 2004 |                                                           | Carrer Sant Agustí, pati del CEIP Migdia 41° 58′ 14″ N, 2° 49′ 14″ E / 41.97042°N,2.82061°E                                                 | 17079/188 | Nens (Neus Cutrinas) · Carregueu una nova foto d'aquesta obra                                                                             |
| Monòlit a les ciutats pubilles de la sardana                | Promoguda per: Obra del Ballet Popular | Autoria desconeguda 1985 |                                                           | Carrer de la Creu 41° 58′ 23″ N, 2° 49′ 23″ E / 41.973171°N,2.823041°E                                                                      | 17079/190 | Monòlit a les ciutats pubilles de la sardana (anònim) · Carregueu una nova foto d'aquesta obra                                            |